# 宾茨温泉宫

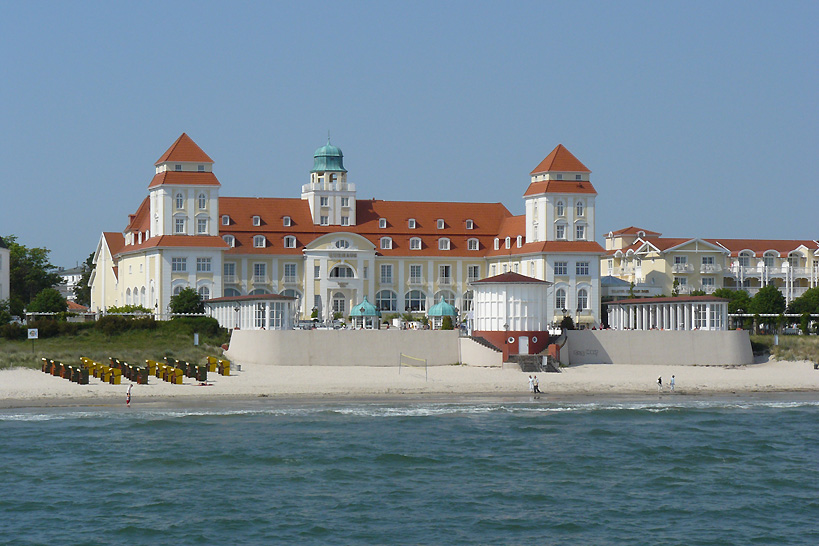
从宾茨栈桥上拍摄的宾茨温泉宫

宾茨温泉宫（德语：Kurhaus Binz）位于德国梅克伦堡-前波莫瑞州宾茨海滨浴场边上的一座温泉酒店。始建于1890年，为半木构造建筑，在1906年焚毁。1907年至1908年间以石头重建，成为宾茨的地标之一。